# ألفونسو بريسكيا
ألفونسو بريسكيا (بالإيطالية: Alfonso Brescia)‏ هو كاتب سيناريو ومخرج إيطالي، ولد في 6 يناير 1930 في روما في إيطاليا، وتوفي بنفس المكان في 6 يونيو 2001.

## وصلات خارجية
- ألفونسو بريسكيا على موقع IMDb (الإنجليزية)
- ألفونسو بريسكيا على موقع ألو سيني (الفرنسية)
- ألفونسو بريسكيا على موقع أول موفي (الإنجليزية)
- ألفونسو بريسكيا على موقع قاعدة بيانات الأفلام السويدية (السويدية)
- ألفونسو بريسكيا على موقع قاعدة بيانات الفيلم (الإنجليزية)
- ألفونسو بريسكيا على موقع كينوبويسك (الروسية)